# فالتر بوته
كان فّالتر فيلهلم جورج بوته (بالألمانية: Walther Bothe) (8 يناير 1891 - 8 فبراير 1957) عالم فيزياء نووية ألماني، تشارك في جائزة نوبل في الفيزياء مع ماكس بورن في عام 1954.
في عام 1913، انضم إلى مختبر النشاط الإشعاعي المُنشأ حديثًا في معهد رايخ للفيزياء والتقنية (بّي تي آر)، حيث بقي هناك حتى عام 1930، خلال السنوات القليلة الماضية مديرًا للمختبر. خدم في الجيش خلال الحرب العالمية الأولى من عام 1914، وكان أسير الحرب لدى الروس، وعاد إلى ألمانيا في عام 1920. عند عودته إلى المختبر، طوّر وطبّق طريقة الصدفة (أو التزامن) لدراسة التفاعلات النووية وتأثير كومبتون والأشعة الكونية وازدواجية موجة الجسيمات للإشعاع والتي حصل فيها على جائزة نوبل في الفيزياء في عام 1954.
في عام 1930 أصبح أستاذًا ومديرًا لقسم الفيزياء في جامعة جيسن. في عام 1932، أصبح مديرًا للمعهد الفيزيائي والإشعاعي بجامعة هايدلبرغ. طُرِد من هذا المنصب من قبل عناصر من حركة دويتشه فيزيك. ولمنع هجرته من ألمانيا، عُيّن مديرًا لمعهد الفيزياء بمعهد كايزر فيلهلم للبحوث الطبية (كيه دبليو إل إم إف) في هايدلبرغ. هناك، بنى أول سيكلوترون جاهز للعمل في ألمانيا. علاوة على ذلك، أصبح مسؤولًا في مشروع الطاقة النووية الألماني، والمعروف أيضًا باسم نادي اليورانيوم، والذي بدأ عام 1939 تحت إشراف مكتب المعدات العسكرية.
في عام 1946، إضافةً لإدارته معهد الفيزياء في كي دبليو إل إم إف، أُعيد إلى عمله أستاذًا بجامعة هايدلبرغ. من عام 1956 إلى 1957، كان عضوًا في مجموعة عمل الفيزياء النووية في ألمانيا.
في العام الذي تلا وفاة بوته، ارتقى معهد الفيزياء المسؤول عنه في معهد كي دبليو إل إم إف إلى مستوى معهد جديد تحت إشراف جمعية ماكس بلانك وأصبح بعد ذلك معهد ماكس بلانك للفيزياء النووية. سُمّي المبنى الرئيسي فيه لاحقًا بمختبر بوته.

## التعليم
ولد بوته لوالديه فريدريش بوته وشارلوت هارتونج. من عام 1908 إلى عام 1912، درس بوته في جامعة فريدريش فيلهيلمز (تُسمى اليوم جامعة هومبولت في برلين). في عام 1913، كان مساعد مدرس لماكس بلانك. حصل على الدكتوراه تحت إشراف بلانك في عام 1914.

## الحياة المهنية

### السنوات المبكرة
في عام 1913، انضم بوته إلى بّي تي آر (المعهد الفيزيائي والتقني لرايخ؛ واليوم، المؤسسة الفدرالية الفيزيائية التقنية)، حيث بقي هناك حتى عام 1930. عُيّن هانز غايغر مديرًا لمختبر النشاط الإشعاعي الجديد هناك في عام 1912. في بّي تي آر، كان بوته مساعدًا لغايغر من 1913 إلى 1920، بمثابة عضو علمي في فريق عمل غايغر من 1920 إلى 1927، ومن 1927 إلى 1930 خلف غايغر مديرًا لمختبر النشاط الإشعاعي. في مايو 1914، تطوع بوته للخدمة في سلاح الفرسان الألماني. أسره الروس وسُجن في روسيا خمس سنوات. أثناء وجوده هناك، تعلم اللغة الروسية وعمل على مشكلات الفيزياء النظرية المتعلقة بدراساته للدكتوراه. عاد إلى ألمانيا في عام 1920 مع عروس روسية.
عند عودته من روسيا، واصل بوته عمله في بّي تي آر تحت إشراف هانز غايغر في مختبر النشاط الإشعاعي هناك. في عام 1924، نشر بوته فيما يخص طريقته للصدفة. ثم وفي السنوات التالية، طبق هذه الطريقة على الدراسة التجريبية للتفاعلات النووية وتأثير كومبتون وازدواجية موجة الجسيمات للضوء. وبفضل طريقته وتطبيقاتها حصل بوته على جائزة نوبل في الفيزياء عام 1954.
في عام 1925، بينما كان لا يزال في بّي تي آر، أصبح بوته أستاذًا متخصصًا (Privatdozent) في جامعة برلين، مما يعني أنّه أنهى تأهيله، وفي عام 1929، أصبح أستاذًا مميزًا (Ausserordentlicher) فيها.
في عام 1927، بدأ بوته دراسة تحويل العناصر الضوئية من خلال القصف بجزيئات ألفا. في بحث مشترك مع إتش. فرانز وهاينز بوز في عام 1928، ربط بوته وفرانز منتجات التفاعل للتفاعلات النووية بمستويات الطاقة النووية.
في عام 1929، بدأ بوته دراسة الأشعة الكونية بالتعاون مع فيرنر كولهورستر وبرونوروسي اللذين كانا ضيوفًا في مختبر بوته في بّي تي آر. وأكمل بوته دراسة الإشعاع الكوني لبقية حياته.
في عام 1930، أصبح أستاذًا (Ordentlicher) ومديرًا لقسم الفيزياء في جامعة يوستوس ليبيش في غيسن. في ذلك العام، قام بوته بالعمل مع هربرت بيكر بقصف البريليوم والبورون والليثيوم باستخدام جسيمات ألفا من البولونيوم ولاحظوا شكلًا جديدًا من الإشعاع النافذ. في عام 1932، حدد جيمس تشادويك هذا الإشعاع باسم النيوترون.

### هايدلبرغ
في عام 1932، خلف بوته فيليب لينارد مديرًا لمعهد الفيزياء والإشعاع بجامعة هايدلبرغ. في ذلك الوقت أصبح رودولف فليشمان مساعدًا تدريسيًا لبوته. عندما أصبح أدولف هتلر مستشارًا لألمانيا في 30 يناير 1933، حظي مفهوم دويتشه فيزيك بمزيد من الإعجاب والإقبال؛ كان المفهوم معاديًا للسامية وضد الفيزياء النظرية، ولاسيما ضد الفيزياء الحديثة، بما في ذلك ميكانيكا الكم وكلّ من الفيزياء الذرية والنووية. وحسب ما هو مطبّق في البيئة الجامعية، أخذت العوامل السياسية الأولوية على المفهوم المطبق تاريخيًا للقدرة العلمية، ورغم ذلك فمن أبرز مؤيديها هما الحاصلان على جائزة نوبل في الفيزياء فيليب لينارد ويوهانس ستارك. شنّ أنصار دويتشه فيزيك هجمات وحشية ضد كبار علماء الفيزياء النظرية. عندما تقاعد لينارد من جامعة هايدلبرغ، كان لا يزال يتمتع بنفوذ كبير هناك. في عام 1934، تمكن لينارد من شغل مكان بوته في إدارته للمعهد الفيزيائي والإشعاعي بجامعة هايدلبرغ، إذ أصبح بوته مديرًا لمعهد الفيزياء بمعهد كايزر فيلهلم للبحوث الطبية (كي دبليو إل إم إف، معهد كايزر فيلهلم للبحوث الطبية؛ اليوم، معهد ماكس بلانك للأبحاث الطبية) في هايدلبرغ، ليحل مكان كارل دبليو. هاوسر الذي توفي مؤخرًا. عرض لودولف فون كريل، مدير كي دبليو إل إم إف وماكس بلانك ورئيس جمعية كايزر فيلهلم جيزيلشافت (كي دبليو جي، جمعية كايزر فيلهلم، اليوم جمعية ماكس بلانك)، الإدارة على بوته لدرء احتمال هجرته. شغل بوته منصب المدير لمعهد الفيزياء في جامعة كي دبليو إل إم إف حتى وفاته في عام 1957. وأثناء وجوده في جامعة كي دبليو إل إم إف، شغل بوته منصب أستاذ فخري في جامعة هايدلبرغ حتى عام 1946. وذهب فليشمان مع بوته وعمل معه هناك حتى 1941. بالنسبة لطاقم عمله، قام بوته بتوظيف علماء من بينهم ولفجانج جينتنر (1936-1945) وهينز ماير-ليبنيتز (1936 -؟) الحاصل على درجة الدكتوراه وجيمس فرانك الحائز على جائزة نوبل والمُوصى به بشدة من قبل روبرت بول وجورج جوس وأرنولد فلامرسفيلد (1939-1941). وكان من بين موظفيه أيضًا بيتر جينسن وإيروين فونفر.
في عام 1938، نشر بوته وجنتنر حول اعتماد الطاقة على تأثير الصورة النووي. كان هذا أول دليل واضح على أن أطياف الامتصاص النووي تراكمية ومستمرة، وهو تأثير يُعرف بالرنين النووي العملاق ثنائي القطب. وقد فُسّر هذا من الناحية النظرية بعد عقد من الزمان من قبل علماء الفيزياء جاي. هانز دي. جينسن وهيلموت شتايندل وبيتر جنسن ومايكل جولدهابر وإدوارد تيلر.
وأيضًا في عام 1938، بنى ماير لايبنيز غرفة سحابة ويلسون. استُخدمت الصور من الغرفة السحابية بواسطة بوته وغينتنر وماير-ليبنتز لنشر أطلس الصور السحابية النموذجية للغرفة في عام 1940، والتي أصبحت مرجعًا قياسيًا لتحديد الجزيئات المتناثرة.

## روابط خارجية
- فالتر بوته على موقع الموسوعة البريطانية (الإنجليزية)
- فالتر بوته على موقع مونزينجر (الألمانية)
- فالتر بوته على موقع إن إن دي بي (الإنجليزية)